# Indépendants solidaires et fédérés
Pour les articles homonymes, voir ISF.
Indépendants, Solidaires, Fédérés (ISF) est une association regroupant des salles de cinéma indépendantes (Utopia, Pandora, l’Alhambra, Diagonal… et autres).
ISF est une association fondée par des salles Art et Essai Recherche ne dépendant ni des grands groupes, ni des politiques municipales.